# Itaipava São Paulo Indy 300 presented by Nestle
Das Itaipava São Paulo Indy 300 presented by Nestle war ein Automobilrennen der höchsten Kategorie im American Championship Car Racing. Es wurde auf dem São Paulo Street Circuit in São Paulo, Brasilien ausgetragen. Es fand von 2010 bis 2013 in der IndyCar Series statt.

## Geschichte
Die Veranstaltung fand erstmals 2010 statt. In diesem Jahr hieß es São Paulo Indy 300. Von 2011 bis 2013 trug es den Namen Itaipava São Paulo Indy 300 presented by Nestle.
Seit 2014 wird das Rennen nicht mehr ausgetragen.

## Ergebnisse
| Auflage | Jahr | Serie          | Sieger                                | Zweiter                              | Dritter                            | Pole-Position                        | Schnellste Runde                    |
| ------- | ---- | -------------- | ------------------------------------- | ------------------------------------ | ---------------------------------- | ------------------------------------ | ----------------------------------- |
| 1       | 2010 | IndyCar Series | Will Power (Dallara-Honda)            | Ryan Hunter-Reay (Dallara-Honda)     | Vitor Meira (Dallara-Honda)        | Dario Franchitti (Dallara-Honda)     | Will Power (Dallara-Honda)          |
| 2       | 2011 | IndyCar Series | Will Power (Dallara-Honda)            | Graham Rahal (Dallara-Honda)         | Ryan Briscoe (Dallara-Honda)       | Will Power (Dallara-Honda)           | Simona de Silvestro (Dallara-Honda) |
| 3       | 2012 | IndyCar Series | Will Power (Dallara-Chevrolet)        | Ryan Hunter-Reay (Dallara-Chevrolet) | Takuma Satō (Dallara-Honda)        | Will Power (Dallara-Chevrolet)       | Josef Newgarden (Dallara-Honda)     |
| 4       | 2013 | IndyCar Series | James Hinchcliffe (Dallara-Chevrolet) | Takuma Satō (Dallara-Honda)          | Marco Andretti (Dallara-Chevrolet) | Ryan Hunter-Reay (Dallara-Chevrolet) | Tony Kanaan (Dallara-Chevrolet)     |